# サーラ・イーヴァスン
サーラ・イーヴァスン（デンマーク語: Sarah Iversen、1990年4月10日 - ）はデンマークのハンドボール選手。
ニュクービン・ファルスタ・ハンドボルドクラブを経て、2018年よりヘアニング＝イカスト・ハンドボルに所属。
ハンドボールデンマーク女子代表にも選出され、ドイツで開かれた2017年の世界女子ハンドボール選手権に参加している。
ハンドボールデンマーク女子代表経験もあるレゲ・イーヴァスンは妹。